# Yangon United FC
El Yangon United Football Club es un equipo de fútbol de Birmania cuya sede es la capital Rangún. Su dueño es Tay Za, un prominente empresario local.
Participa en la Liga Nacional de Birmania, terminando subcampeón en su año inaugural, en el 2009.
Al principio fue conocido como el Air Bagan, de la vieja Premier League de Birmania. El 16 de mayo de 2009, Yangon United venció al Zeyashwemye FC 4–0 en su primer partido de la Liga Nacional de Birmania. Solo perdió con el Yadanarbon FC en la final en los penales tras quedar 2-2 en el tiempo regular.

## Logros
- Liga Nacional de Myanmar (5): 2011, 2012, 2013, 2015, 2018
- General Aung San Shield (3): 2011, 2018, 2019
- MFF Charity Cup (3): 2013, 2016, 2018

## Participaciones en competiciones de la AFC
| Temporada | Torneo                   | Ronda               | Club               | Casa       | Visita     | Global     |
| --------- | ------------------------ | ------------------- | ------------------ | ---------- | ---------- | ---------- |
| 2012      | AFC Cup                  | Grupo G             | Chonburi           | 1–1        | 0–1        | 4º Lugar   |
| 2012      | AFC Cup                  | Grupo G             | Citizen AA         | 1–2        | 1–2        | 4º Lugar   |
| 2012      | AFC Cup                  | Grupo G             | Home United        | 0–0        | 1–3        | 4º Lugar   |
| 2013      | AFC Cup                  | Grupo F             | New Radiant        | 2–0        | 1–3        | 2º Lugar   |
| 2013      | AFC Cup                  | Grupo F             | Sun Hei            | 2–0        | 3–1        | 2º Lugar   |
| 2013      | AFC Cup                  | Grupo F             | Persibo Bojonegoro | 3–0        | 7–1        | 2º Lugar   |
| 2013      | AFC Cup                  | 2                   | East Bengal        | 1–5        | 1–5        | 1–5        |
| 2014      | AFC Cup                  | Grupo G             | Vissai Ninh Bình   | 1–4        | 2–3        | 2º Lugar   |
| 2014      | AFC Cup                  | Grupo G             | South China        | 2–0        | 3–5        | 2º Lugar   |
| 2014      | AFC Cup                  | Grupo G             | Kelantan           | 5–3        | 3–2        | 2º Lugar   |
| 2014      | AFC Cup                  | 2                   | Persipura Jayapura | 2–9        | 2–9        | 2–9        |
| 2015      | Mekong Club Championship | 1                   | Lao Toyota         | 5–2        |            |            |
| 2015      | Mekong Club Championship | 1                   | Boeung Ket Angkor  | 3–0        |            |            |
| 2016      | AFC Champions League     | 2º Clasificatoria   | Chonburi           | 2–3 (t.e.) | 2–3 (t.e.) | 2–3 (t.e.) |
| 2016      | AFC Cup                  | Grupo G             | South China        | 2–1        | 1–2        | 3º Lugar   |
| 2016      | AFC Cup                  | Grupo G             | Maziya             | 3–2        | 1–1        | 3º Lugar   |
| 2016      | AFC Cup                  | Grupo G             | Mohun Bagan        | 1–1        | 2–3        | 3º Lugar   |
| 2018      | AFC Cup                  | Grupo G             | Bali United        | 3–2        | 3–1        | 1º Lugar   |
| 2018      | AFC Cup                  | Grupo G             | FLC Thanh Hóa      | 2–1        | 3–3        | 1º Lugar   |
| 2018      | AFC Cup                  | Grupo G             | Global Cebu        | 3–0        | 1–2        | 1º Lugar   |
| 2018      | AFC Cup                  | Semifinales de Zona | Ceres-Negros       | 3–2        | 2-4        | 5-6        |
| 2019      | AFC Champions League     | Preliminar 1        | Ceres–Negros       | 2–1        |            |            |
| 2019      | AFC Champions League     | Preliminar 2        | Chiangrai United   | 1–3        |            |            |
| 2019      | AFC Cup                  | Grupo F             | Tampines Rovers    | 1–3        | 3–4        | 3° Lugar   |
| 2019      | AFC Cup                  | Grupo F             | Nagaworld          | 2–0        | 1–2        | 3° Lugar   |
| 2019      | AFC Cup                  | Grupo F             | Hà Nội             | 2–5        | 1–0        | 3° Lugar   |
| 2020      | AFC Cup                  | Playoff             | Indera             | 3–1        | 6–1        | 9–2        |
| 2020      | AFC Cup                  | Grupo F             | Hồ Chí Minh City   | 2–2        |            | 2° Lugar   |
| 2020      | AFC Cup                  | Grupo F             | Lao Toyota         | 3–2        |            | 2° Lugar   |
| 2020      | AFC Cup                  | Grupo F             | Hougang United     | 1–0        |            | 2° Lugar   |
| 2023–24   | AFC Cup                  | Preliminar 2        | DPMM               | 2-1        |            |            |
| 2023–24   | AFC Cup                  | Play-off            | PSM Makassar       | 0-4        |            |            |

## Clubes afiliados
- BEC Tero Sasana FC

## Jugadores

### Jugadores destacados
- David da Rocha
- Elisangelo
- Júlio César
- Samuel Hanson
- Eric Sackey
- Htay Aung
- Tin Win Aung
- Zaw Htet Aung
- David Dan
- Aung Aung Oo
- Myo Min Tun